# Maurice Becker
Maurice Becker (* 1889 in Nischni Nowgorod, Russisches Kaiserreich ; † 28. August 1975 in Scranton, Pennsylvania, USA) war ein russisch-amerikanischer politischer Karikaturist, Maler und sozialkritischer Künstler.

## Leben
Maurice Becker wurde 1889 in Nischni Nowgorod als Sohn eines Soldaten geboren. Drei Jahre später wanderte seine Familie in die Vereinigten Staaten aus und ließ sich im jüdischen Viertel von New York nieder. Nach dem Abschluss der Commercial High School arbeitete Becker zunächst in einer Bekleidungsfabrik. Bereits früh entwickelte er Interesse an der Kunst und nahm 1908 Unterricht bei Robert Henri, einem Vertreter der Ashcan School. 1913 stellte er in der berühmten Armory Show in New York aus und war als jüngstes Mitglied mit einer Kohlezeichnung vertreten. Zu dieser Zeit bewegte er sich bereits in Künstlerkreisen um Robert Henri, John Sloan, George Bellows und Stuart Davis. Kurz danach begann er, sich verstärkt politischen und sozialkritischen Themen zuzuwenden. Er wurde vor allem durch seine Zeichnungen und Karikaturen in linken und radikalen amerikanischen Zeitschriften wie The Masses, The Liberator, Revolt, The Toiler, New Solidarity, The Blast, Survey Graphic, The New York Call und später The New Masses bekannt. In seinen Arbeiten setzte er sich mit sozialer Ungerechtigkeit und Antikriegsthemen, insbesondere der Kritik am Ersten Weltkrieg, auseinander. 1918 heiratete er die engagierte Sozialistin Dorothy Baldwin. Im selben Jahr wurde er als Kriegsdienstverweigerer gesucht und floh nach Mexiko. Nach seiner Rückkehr im Jahr 1919 wurde er zu 25 Jahren Zwangsarbeit verurteilt, von denen er vier Monate im Gefängnis Fort Leavenworth verbrachte, bevor seine Strafe abgemildert wurde.
Von 1921 bis 1923 lebte Becker als Künstler in Mexiko, wo er für die englischsprachige Zeitschrift El Pulso de México arbeitete. Anschließend widmete er sich hauptsächlich der Malerei und trat als politischer Karikaturist weitgehend zurück. Er blieb Zeit seines Lebens politisch aktiv. 1931 reiste er in die Sowjetunion und engagierte sich in den 1930er Jahren für kommunistische Präsidentschaftskandidaten in den Vereinigten Staaten. Sein Name erschien unter anderem auf dem Briefkopf der Artists' Front to Win the War und er unterstützte den American Artists’ Congress. Maurice Becker starb 1975 im Jewish Home of Eastern Pennsylvania in Scranton.

## Werk
Maurice Beckers Werk ist geprägt von sozialkritischen Schwarz-Weiß-Zeichnungen, in denen er Ungerechtigkeit und gesellschaftliche Missstände thematisiert. Besonders seine Arbeiten für The Masses und andere links orientierte Zeitschriften verdeutlichen sein Engagement gegen den Krieg und für soziale Reformen. Im Vergleich zu seinen Zeitgenossen Art Young, Fred Ellis und Hugo Gellert sind seine Arbeiten oft weniger scharf und provokant, sondern drücken die Themen subtiler aus. Neben Karikaturen und politischen Zeichnungen schuf Becker im Laufe seines Lebens auch zahlreiche Ölbilder und Landschaftsgemälde, insbesondere nach seiner Zeit als politischer Karikaturist. Bekannt ist unter anderem seine Zeichnung Whom the Gods Would Destroy They First Make Mad, die im September 1914 auf dem Titelblatt der Zeitschrift The Masses erschien. Seine Kunstwerke befinden sich heute in verschiedenen öffentlichen Sammlungen, unter anderem in New York.